# Eeuwigdurend gespan
Een eeuwigdurend gespan (Hongaars: örökös főispán, Latijn: supremus et perpetuus comes) was een gespan of hoofd van een comitaat in het koninkrijk Hongarije wiens ambt ofwel erfelijk was, ofwel hoorde bij de waardigheid van een prelaat of een grootofficier van het koninkrijk. De vroegste voorbeelden van eeuwigdurende gespanschappen dateren uit de 12e eeuw, maar de regeling floreerde tussen de 15e en de 18e eeuw. Hoewel alle administratieve bevoegdheden van de functie al in 1870 werden afgeschaft, bleef de titel zelf behouden tot de algemene afschaffing van adellijke titels in Hongarije in 1946. Dit was het jaar waarin de socialistische Tweede Hongaarse Republiek werd opgericht.

## Lijst van eeuwigdurende gespanschappen

### Ex officio-gespanschappen

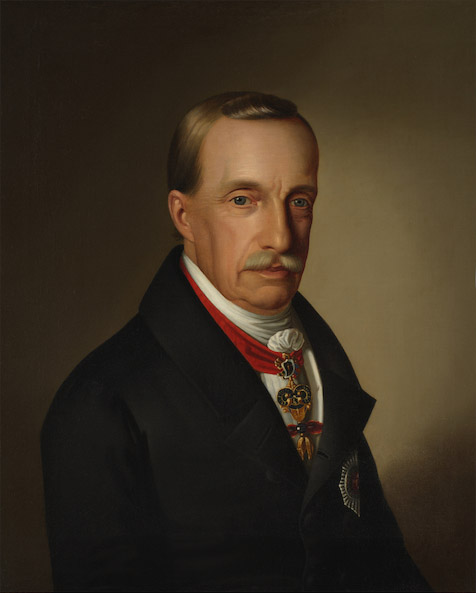
Aartshertog Jozef van Oostenrijk, palatijn van Hongarije, eeuwigdurend gespan van Pest en Pilis

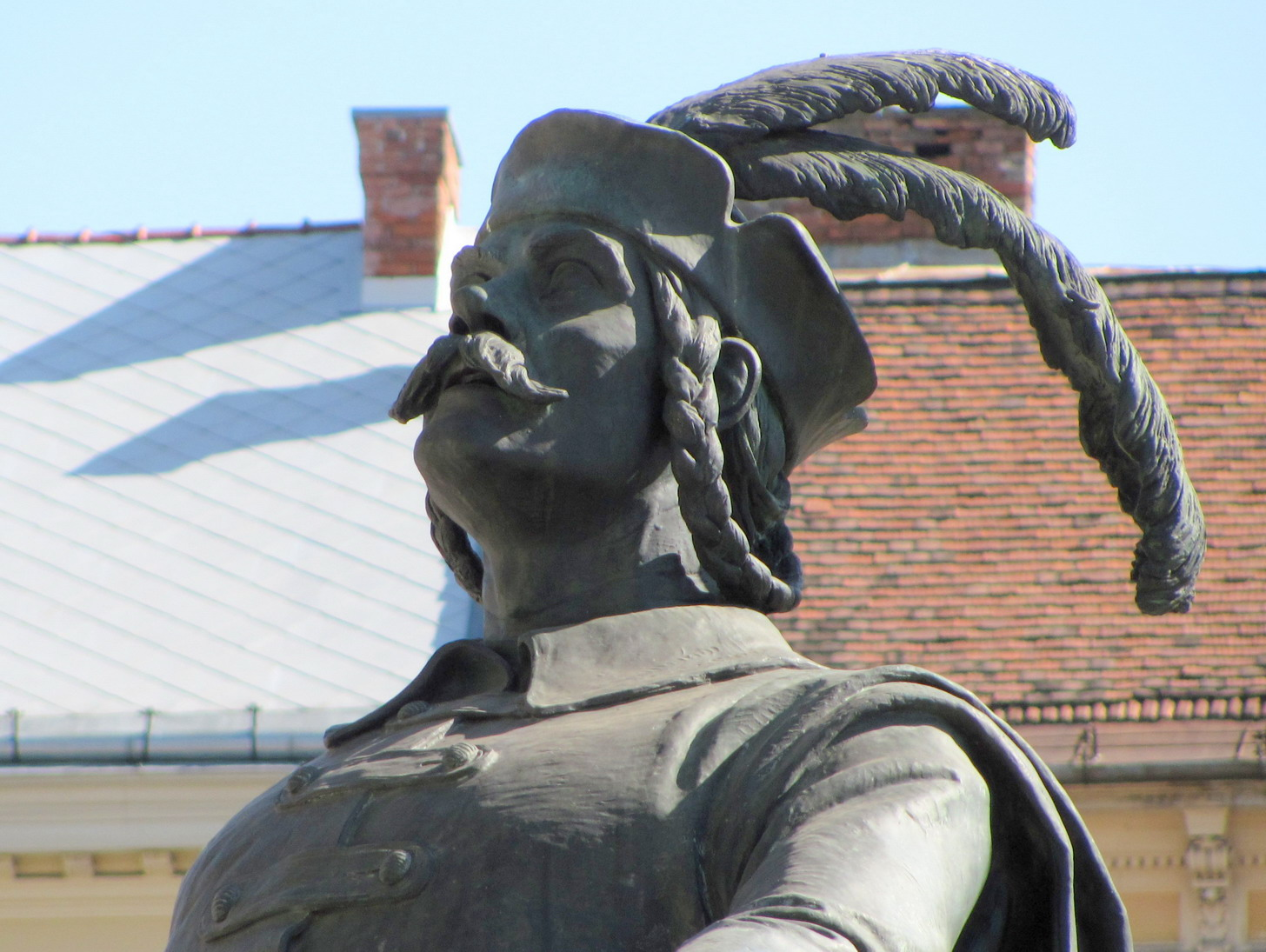
István Báthory afgebeeld in het Matthias Corvinus-monument in Cluj-Napoca. Báthory was als vojvoda van Zevenburgen ook gespan van Fehér

| Gespanschap    | Ambt                           | Periode             | Nota's | Bron              |
| -------------- | ------------------------------ | ------------------- | --- | ----------------- |
| Baranya        | Bisschop van Pécs              | ?–1777              | |                   |
| Bács           | Aartsbisschop van Kalocsa      | ?–1776              | | [ 1 ]             |
| Bihar          | Bisschop van Várad             | 1466–1776           | | [ 1 ]             |
| Esztergom      | Aartsbisschop van Esztergom    | 1270–1300 1301–1881 | toegekend aan aartsbisschop Philip Türje door koning Stefanus V van Hongarije Koning Andreas III van Hongarije ontnam de aartsbisschop het gespanschap tijdelijk De slotvoogden van het aartsbisschoppelijke kasteel in Esztergom maten zich soms de titel gespan aan | [ 1 ] [ 2 ] [ 3 ] |
| Fehér          | Vojvoda van Zevenburgen        |                     | |                   |
| Győr           | Bisschop van Győr              | 1453–1783           | | [ 1 ] [ 4 ]       |
| Heves          | Bisschop van Eger              | 1498–1840           | | [ 1 ]             |
| Külső-Szolnok  | Bisschop van Eger              | 1569–1840           | | [ 1 ]             |
| Nyitra         | Bisschop van Nyitra            | ?–1777              | | [ 1 ] [ 5 ]       |
| Pest           | Palatijn van Hongarije         | ?–1848              | | [ 1 ] [ 6 ]       |
| Pilis          | Slotvoogd van Kasteel Visegrád | ?–?                 | | [ 6 ]             |
| Pilis          | Palatijn van Hongarije         | 1569–1848           | | [ 1 ]             |
| Požega/Pozsega | Bisschop van Bosnië            | 1753–1770           | deed afstand van de titel | [ 7 ]             |
| Veszprém       | Bisschop van Veszprém          | 1313–1323 1392–1773 | hoewel koning Karel I Robert van Hongarije de bisschoppen het gespanschap toekende, herbevestigde hij dit niet in 1323 vanaf 1392 bekleedden de bisschoppen het ambt opnieuw                                                                                          | [ 1 ] [ 8 ]       |

### Erfelijke gespanschappen

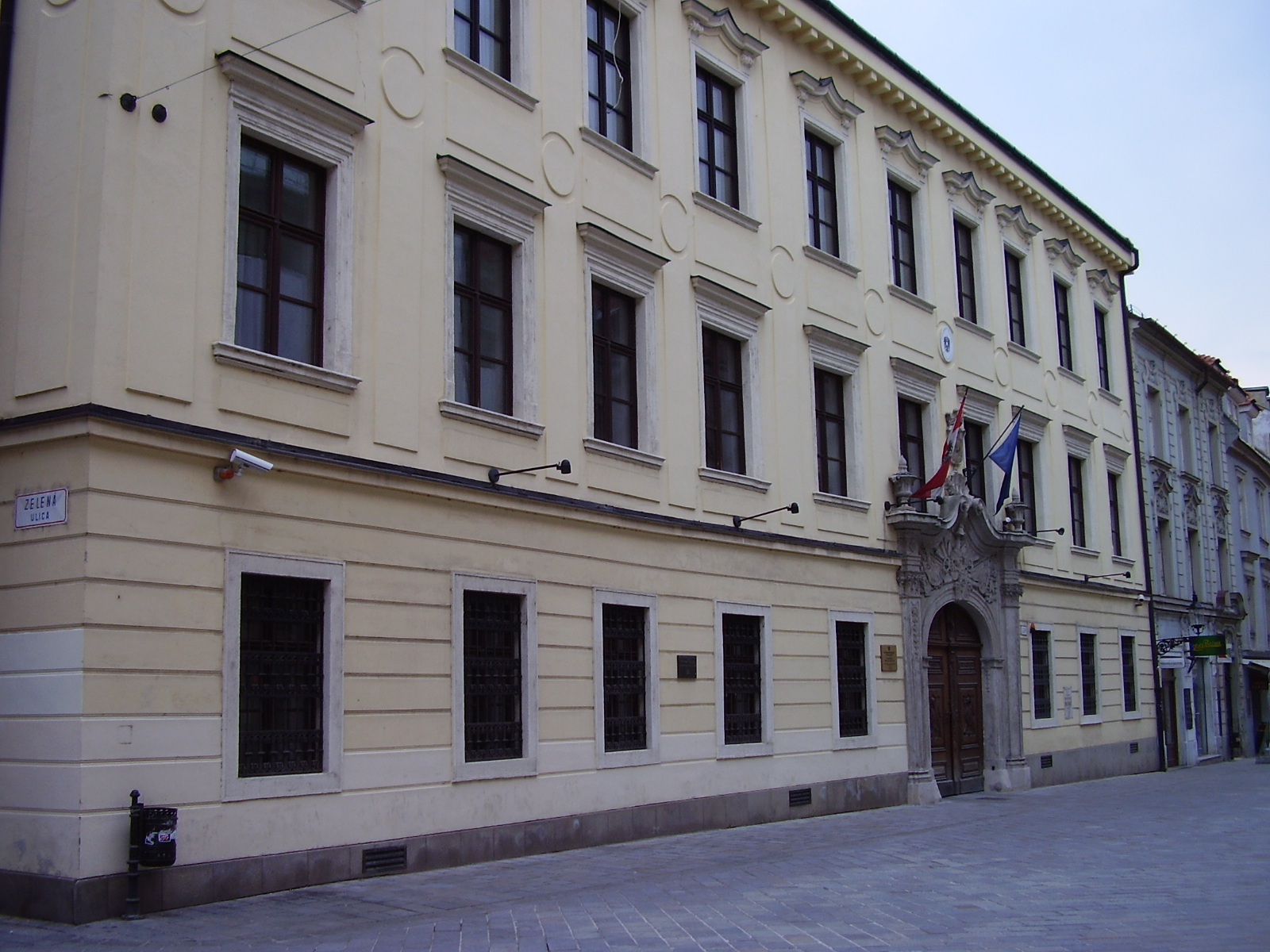
Paleis Pálffy in Pressburg/Pozsony (thans Bratislava in Slovakije)

Paleis Esterházy bij Sopron

| Gespanschap     | Familie    | Periode             | Nota's                                                              | Bron          |
| --------------- | ---------- | ------------------- | ------------------------------------------------------------------- | ------------- |
| Abaúj           | Perényi    | 1570–1598 1643–1699 |                                                                     | [ 9 ]         |
| Abaúj           | Csáky      | 1702–1764           |                                                                     | [ 9 ]         |
| Árva            | Thurzó     | 1585–1626           | tevens gespan van Szepes                                            | [ 10 ]        |
| Árva            | Thököly    | 1666–1668           |                                                                     | [ 10 ]        |
| Bereg           | Schönborn  | 1740–               |                                                                     | [ 11 ]        |
| Beszterce       | Hunyadi    | 1452–1458           | vroegste voorbeeld van een erfelijke titel in Hongarije             | [ 12 ]        |
| Beszterce       | Szilágyi   | 1458–?              |                                                                     | [ 13 ]        |
| Hont            | Koháry     | 1711–1826           |                                                                     | [ 14 ]        |
| Komárom         | Nádasdy    | 1751–               | laatste keer dat het eeuwigdurend gespanschap toegekend werd        | [ 15 ]        |
| Liptó           | Illésházy  | 1582–1838           | tevens eeuwigdurend gespan van Trencsén                             | [ 16 ]        |
| Požega/Pozsega  | Keglevich  | 1707–1749           |                                                                     | [ 17 ]        |
| Pozsony         | Pálffy     | 1651–               | vanaf 1580 werd altijd een lid van de familie aangesteld tot gespan | [ 18 ]        |
| Sáros           | Rákóczi    | 1666–1711           | vanaf 1622 werd altijd een lid van de familie aangesteld tot gespan | [ 19 ]        |
| Sopron          | Esterházy  | 1686–               | vanaf 1626 werd altijd een lid van de familie aangesteld tot gespan | [ 20 ]        |
| Szepes          | Szapolyai  | 1464–1528           |                                                                     | [ 21 ] [ 22 ] |
| Szepes          | Thurzó     | 1531–1635           | tevens eeuwigdurend gespan van Árva                                 | [ 23 ]        |
| Szepes          | Csáky      | 1638–               |                                                                     | [ 24 ]        |
| Teočak          | Újlaki     | 1464–?              | in Bosnië                                                           | [ 25 ]        |
| Trencsén        | Illésházy  | 1600–1838           | tevens eeuwigdurend gespan van Liptó                                | [ 26 ]        |
| Turóc           | Révay      | 1712–1875           | vanaf 1532 werd altijd een lid van de familie aangesteld tot gespan | [ 27 ]        |
| Valkó           | Draskovich | 1693–1695           | het comitaat werd ontbonden in 1695                                 | [ 28 ]        |
| Varaždin/Varasd | Erdődy     | 1570–c. 1582        |                                                                     | [ 29 ]        |
| Varaždin/Varasd | Erdődy     | 1687–               | vanaf 1607 werd altijd een lid van de familie aangesteld tot gespan | [ 28 ]        |
| Vass            | Batthyány  | 1728–               |                                                                     | [ 30 ]        |
| Zala            | Althann    | 1721–1824           |                                                                     | [ 31 ]        |

## Voetnoten
1. 1 2 3 4 5 6 7 8 9 10  Fallenbüchl 1994, p. 9.
2. ↑  Zsoldos 2011, p. 149.
3. ↑  Engel 1996, p. 126.
4. ↑  Engel 1996, p. 132.
5. ↑  Engel 1996, p. 159.
6. 1 2  Engel 1996, p. 163.
7. ↑  Fallenbüchl 1994, pp. 11., 130.
8. ↑  Engel 1996, p. 231.
9. ↑  Fallenbüchl 1994, pp. 10., 99.
10. ↑  Fallenbüchl 1994, pp. 10., 61.
11. ↑  Fallenbüchl 1994, pp. 10., 66.
12. ↑  Engel 2001, p. 293.
13. ↑  Pannon Reneszánsz : A Hunyadiak és a Jagelló-kor (1437–1526). Geraadpleegd op 20 april 2018.
14. ↑  Fallenbüchl 1994, pp. 10., 82.
15. ↑  Fallenbüchl 1994, pp. 10., 83.
16. ↑  Fallenbüchl 1994, pp. 10., 84.
17. ↑  Fallenbüchl 1994, pp. 11., 129-130.
18. ↑  Fallenbüchl 1994, pp. 10., 92-93.
19. ↑  Fallenbüchl 1994, pp. 10., 93-94.
20. ↑  Fallenbüchl 1994, pp. 10., 96.
21. ↑  Engel 2001, p. 311.
22. ↑  Fallenbüchl 1994, p. 99.
23. ↑  Fallenbüchl 1994, pp. 9-10., 99.
24. ↑  Fallenbüchl 1994, pp. 9., 99.
25. ↑  Engel 2001, p. 312.
26. ↑  Fallenbüchl 1994, pp. 10., 103.
27. ↑  Fallenbüchl 1994, pp. 9., 104.
28. 1 2  Fallenbüchl 1994, pp. 11., 132.
29. ↑  Fallenbüchl 1994, p. 132.
30. ↑  Fallenbüchl 1994, pp. 10., 107-108.
31. ↑  Fallenbüchl 1994, pp. 10., 111.